# Ismael González de la Serna
Ismael González de la Serna o Ismael del la Serna (Guadix, Granada, 6 de junio de 1898—París, 30 de noviembre de 1968) fue un pintor español de la primera mitad del siglo xx. Primo del escritor Ramón Gómez de la Serna, artista cubista, surrealista y abstracto.

## Biografía
Nacido en Guadix pero criado en Granada, ciudad en la que transcurrió su infancia y adolescencia, y en cuyo periodo escolar hizo amistad con Federico García Lorca y Manuel Ángeles Ortiz, y ya adulto, con Juan Cristóbal, Falla, Emilia Llanos y Andrés Segovia. Fue uno de los muchos pintores de la generación paralela al Veintisiete literario que se instalaron en París. En la Escuela de Artes y Oficios de Granada, donde coincidió con Eugenio Gómez Mir, inició su vocación que completó luego en la Escuela de Bellas Artes de San Fernando, en Madrid.
En el Prado practicó como copista de El Greco, Tiziano, El Bosco y Francisco de Zurbarán. Fueron los bodegones de este último y su visita en 1917 a la exposición “Grandes pintores impresionistas franceses” en el Museo de Arte Moderno de la capital de España, los que definieron luego parte de su obra. Regresó a Granada y realizó la portada de Impresiones y paisajes de su amigo el poeta Federico García Lorca. En 1921 marchó a París, donde se instaló de forma irregular, con eventuales regresos a su país.  En París vio  reconocida su obra por Picasso, el editor Tériade, y el poeta, marchante y animador de la revista Cahiers d’Art, Christian Zervos. En España se presentó en 1932, invitado por la Sociedad de Artistas Ibéricos; ese año fue fichado por Manuel Bartolomé Cossío para participar en el "Museo circulante" o "Museo del pueblo" de las Misiones Pedagógicas, junto a Blesa, Fernández Mazas o Eduardo Vicente, coordinados por Ramón Gaya en la tarea de copistas de obras singulares.
El 28 de septiembre de 1933 se casó en Cannes con Susana, la que fue primera esposa de Zervos, con la que viajó a España desde Bilbao a Madrid y de aquí a Granada en 1933. En 1934 fue testigo en el matrimonio de Georgette y César Vallejo. En 1937 participó en el Pabellón Español de la Exposición Internacional de París. Hizo su última gran exposición 1952. Murió en París a los setenta años de edad.
Queda noticia de dos muestras antológicas después de su muerte, una en 1968 en el Museo de Arte Moderno de la Villa de París, y otra en España en 1976, organizada por el banco de Granada, ciudad en la que tiene dedicada una calle.

## Obras
El Museo de Arte Reina Sofía conserva varias obras de diferentes etapas de González de la Serna, entre ellas varios bodegones cubistas, óleos abstractos y pintura surrealista.